# Barcelona Open 2010 - Qualificazioni singolare
Le qualificazioni del singolare del Barcelona Open 2010 sono state un torneo di tennis preliminare per accedere alla fase finale della manifestazione. I vincitori dell'ultimo turno sono entrati di diritto nel tabellone principale. In caso di ritiro di uno o più giocatori aventi diritto a questi sono subentrati i lucky loser, ossia i giocatori che hanno perso nell'ultimo turno ma che avevano una classifica più alta rispetto agli altri partecipanti che avevano comunque perso nel turno finale.
Le qualificazioni del Barcelona Open Banco Sabadell 2010 prevedevano 28 partecipanti di cui 7 sono entrati nel tabellone principale.

## Teste di serie
1. Pablo Cuevas (Qualificato)
2. Pere Riba (Qualificato)
3. Nicolás Lapentti (ultimo turno)
4. Daniel Gimeno Traver (Qualificato)
5. Iván Navarro (ultimo turno)
6. Simone Bolelli (Qualificato)
7. Marsel İlhan (Qualificato)

1. Tejmuraz Gabašvili (ultimo turno)
2. Michail Kukuškin (ultimo turno)
3. Christophe Rochus (Qualificato)
4. Assente
5. Assente
6. Boris Pašanski (primo turno)
7. Albert Ramos Viñolas (Qualificato)

## Qualificati
1. Pablo Cuevas
2. Pere Riba
3. Albert Ramos Viñolas
4. Daniel Gimeno Traver

1. Christophe Rochus
2. Simone Bolelli
3. Marsel İlhan

## Tabellone

### Legenda
| - Q = Qualificato - WC = Wild card - LL = Lucky loser | - ALT = Alternate - SE = Special Exempt - PR = Protected Ranking | - w/o = Walkover - r = Ritirato - d = Squalificato |

### Sezione 1
|  | Primo turno        | Primo turno        | Primo turno        | Primo turno | Primo turno |  |  | Ultimo turno | Ultimo turno       | Ultimo turno       | Ultimo turno | Ultimo turno |  |
|  |                    |                    |                    |             |             |  |  |              |                    |                    |              |              |  |
|  | 1                  | Pablo Cuevas       | Pablo Cuevas       | 6           | 6           |  |  |              |                    |                    |              |              |  |
|  |                    | P Carreño Busta    | P Carreño Busta    | 3           | 1           |  |  | 1            | Pablo Cuevas       | Pablo Cuevas       | 7            | 6            |  |
|  | I Cervantes Huegun | I Cervantes Huegun | I Cervantes Huegun | 6           | 6           |  |  |              | I Cervantes Huegun | I Cervantes Huegun | 65           | 3            |  |
|  | C Lindell          | C Lindell          | C Lindell          | 4           | 4           |  |  |              |                    |                    |              |              |  |

### Sezione 2
|  | Primo turno | Primo turno  | Primo turno  | Primo turno | Primo turno |  |  | Ultimo turno | Ultimo turno | Ultimo turno | Ultimo turno | Ultimo turno |  |
|  |             |              |              |             |             |  |  |              |              |              |              |              |  |
|  | 2           | Pere Riba    | Pere Riba    | 6           | 6           |  |  |              |              |              |              |              |  |
|  |             | Malek Jaziri | Malek Jaziri | 2           | 1           |  |  | 2            | Pere Riba    | 6            | 2            | 6            |  |
|  | 8           | T Gabašvili  | T Gabašvili  | 6           | 6           |  |  | 8            | T Gabašvili  | 1            | 6            | 3            |  |
|  |             | A Menéndez   | A Menéndez   | 3           | 4           |  |  |              |              |              |              |              |  |

### Sezione 3
|  | Primo turno | Primo turno          | Primo turno          | Primo turno | Primo turno |  |  | Ultimo turno | Ultimo turno         | Ultimo turno | Ultimo turno | Ultimo turno |  |
|  |             |                      |                      |             |             |  |  |              |                      |              |              |              |  |
|  | 3           | Nicolás Lapentti     | Nicolás Lapentti     | 7           | 6           |  |  |              |                      |              |              |              |  |
|  |             | R Bautista Agut      | R Bautista Agut      | 64          | 4           |  |  | 3            | Nicolás Lapentti     | 64           | 7            | 4            |  |
|  | 14          | Albert Ramos Viñolas | Albert Ramos Viñolas | 7           | 6           |  |  | 14           | Albert Ramos Viñolas | 7            | 63           | 6            |  |
|  |             | Jan Mertl            | Jan Mertl            | 5           | 2           |  |  |              |                      |              |              |              |  |

### Sezione 4
|  | Primo turno   | Primo turno      | Primo turno      | Primo turno | Primo turno |  |  | Ultimo turno | Ultimo turno    | Ultimo turno    | Ultimo turno | Ultimo turno |  |
|  |               |                  |                  |             |             |  |  |              |                 |                 |              |              |  |
|  | 4             | D Gimeno Traver  | D Gimeno Traver  | 6           | 6           |  |  |              |                 |                 |              |              |  |
|  |               | I Coll-Riudavets | I Coll-Riudavets | 3           | 0           |  |  | 4            | D Gimeno Traver | D Gimeno Traver | 6            | 6            |  |
|  | David Marrero | David Marrero    | David Marrero    | 6           | 6           |  |  |              | David Marrero   | David Marrero   | 4            | 1            |  |
|  | Lukáš Dlouhý  | Lukáš Dlouhý     | Lukáš Dlouhý     | 1           | 2           |  |  |              |                 |                 |              |              |  |

### Sezione 5
|  | Primo turno | Primo turno        | Primo turno        | Primo turno | Primo turno |  |  | Ultimo turno | Ultimo turno | Ultimo turno | Ultimo turno | Ultimo turno |  |
|  |             |                    |                    |             |             |  |  |              |              |              |              |              |  |
|  | 5           | Iván Navarro       | 3                  | 6           | 6           |  |  |              |              |              |              |              |  |
|  |             | Flavio Cipolla     | 6                  | 3           | 2           |  |  | 5            | Iván Navarro | Iván Navarro | 2            | 0            |  |
|  | 10          | C Rochus           | C Rochus           | 6           | 6           |  |  | 10           | C Rochus     | C Rochus     | 6            | 6            |  |
|  |             | G Granollers Pujol | G Granollers Pujol | 4           | 1           |  |  |              |              |              |              |              |  |

### Sezione 6
|  | Primo turno | Primo turno     | Primo turno     | Primo turno | Primo turno |  |  | Ultimo turno | Ultimo turno   | Ultimo turno | Ultimo turno | Ultimo turno |  |
|  |             |                 |                 |             |             |  |  |              |                |              |              |              |  |
|  | 6           | Simone Bolelli  | 4               | 7           | 6           |  |  |              |                |              |              |              |  |
|  |             | Jorge Aguilar   | 6               | 65          | 4           |  |  | 6            | Simone Bolelli | 6            | 3            | 7            |  |
|  | 9           | M Kukuškin      | M Kukuškin      | 6           | 6           |  |  | 9            | M Kukuškin     | 3            | 6            | 5            |  |
|  |             | P Clar-Rossello | P Clar-Rossello | 2           | 2           |  |  |              |                |              |              |              |  |

### Sezione 7
|  | Primo turno | Primo turno      | Primo turno      | Primo turno | Primo turno |  |  | Ultimo turno | Ultimo turno   | Ultimo turno | Ultimo turno | Ultimo turno |  |
|  |             |                  |                  |             |             |  |  |              |                |              |              |              |  |
|  | 7           | Marsel İlhan     | Marsel İlhan     | 6           | 6           |  |  |              |                |              |              |              |  |
|  |             | Fernando Vicente | Fernando Vicente | 3           | 2           |  |  | 7            | Marsel İlhan   | 7            | 2            | 6            |  |
|  |             | Boris Pašanski   | Boris Pašanski   | 6           | 7           |  |  |              | Boris Pašanski | 64           | 6            | 4            |  |
|  | 13          | Pablo Andújar    | Pablo Andújar    | 4           | 64          |  |  |              |                |              |              |              |  |